# Laryngoskop

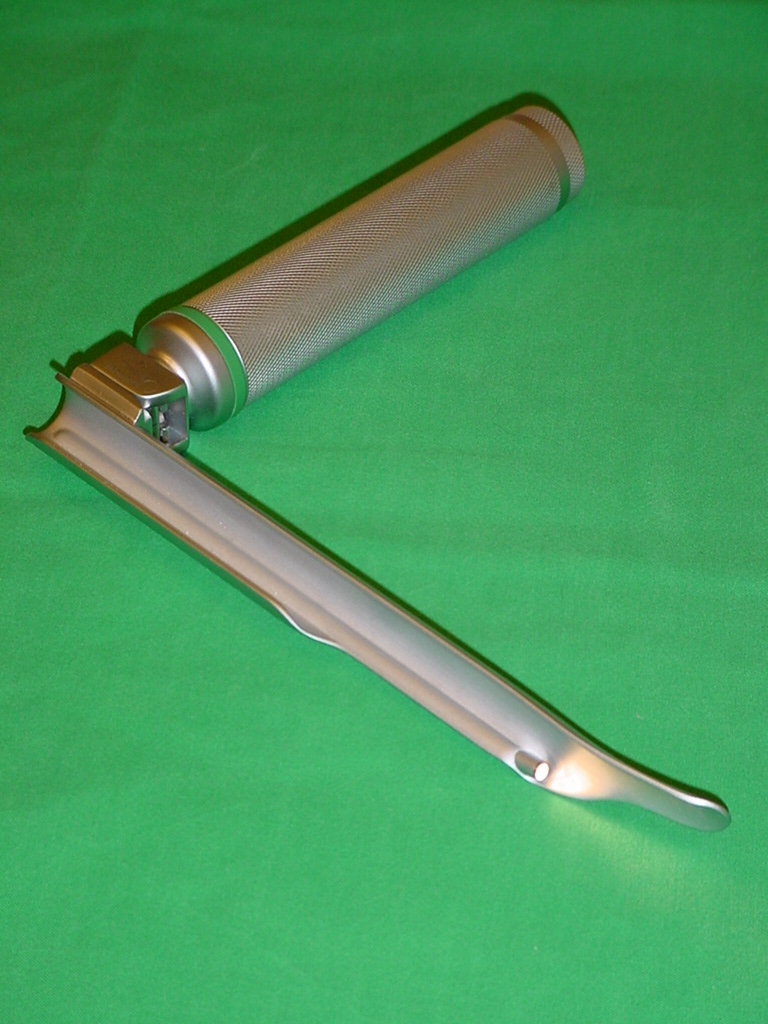
Laryngoskop

Laryngoskopet används för att hjälpa till att se stämbanden så att läkare eller specialistsjuksköterska vid intubation kan föra in en tub i luftstrupen (trachea) genom stämbanden för att skapa fri luftväg.
Laryngoskopet uppfanns 1854 av Manuel Patricio Rodríguez García. På bilden syns ett laryngoskop med Millerblad, det finns även en annan variant som har Macintoshblad vilket är böjt, medan Miller har ett rakt blad (som bilden visar). Bladet går att avlägsna från handtaget så att det kan bytas eller steriliseras efter användning. På bladet finns en liten lampa som används för att kunna visualisera stämbanden vid intubering av patienten. I handtaget finns två batterier som förser lampan med ström.